# Maria Eugènia Gay
 (juillet 2023).
Si vous disposez d'ouvrages ou d'articles de référence ou si vous connaissez des sites web de qualité traitant du thème abordé ici, merci de compléter l'article en donnant les références utiles à sa vérifiabilité et en les liant à la section « Notes et références ».
Maria Eugènia Gay, née en 1975 à Barcelone, est une juriste et femme politique espagnole.

## Biographie
Elle est la bâtonnière de l'ordre des avocats de Barcelone.
Entre le 21 janvier 2022 et le 28 mars 2023, elle est déléguée du gouvernement espagnol en Catalogne. Candidate aux élections municipales du 28 mai suivant, elle est nommée deuxième adjointe au maire, le 17 juin 2023, par Jaume Collboni.